# Iain Pears
Iain Pears (Coventry, 1955) è uno storico dell'arte e scrittore inglese.
Ha studiato al Wadham College e al Wolfson College, entrambi di Oxford (città dove vive tuttora).
Ha lavorato per anni come giornalista per la Reuters prima di dedicarsi alla scrittura a tempo pieno.
Scrive principalmente romanzi storici.

## Opere

### Serie di Jonathan Argyll
1. 1991 - Il caso Raffaello (The Raphael Affair), TEA (ISBN 9788850201327)
2. 1992 - Il comitato Tiziano (The Titian Committee), TEA (ISBN 9788850203635)
3. 1993 - Il busto di Bernini (The Bernini Bust), TEA (ISBN 9788850211111)
4. 1994 - Il quadro che uccide (The Last Judgement), TEA (ISBN 9788850213276)
5. 1995 - Il tocco di Giotto (Giotto's Hand), Longanesi (ISBN 9788830418554)
6. 1996 - La pista Caravaggio (Death and Restoration), Longanesi (ISBN 9788830418561)
7. 2000 - La donna che collezionava segreti (The Immaculate Deception), Longanesi (ISBN 9788830425941)

### Altri romanzi
- 1997 - La quarta verità (An Instance of the Fingerpost), TEA (ISBN 9788850213146)
- 2002 - Il sogno di Scipione (The Dream of Scipio), TEA (ISBN 9788850207367)
- 2005 - Il ritratto (The Portrait), Longanesi (ISBN 9788830423015)
- 2009 - L'uomo caduto dal tetto del mondo (Stone's Fall), Longanesi (ISBN 9788830425262)
- 2015 - Arcadia

### Saggistica
- 1989 - The Discovery of Painting